# Klaus Schäfer (Physikochemiker)
Klaus Wilhelm Schäfer (* 23. August 1910 in Köln; † 30. Juli 1984 in Heidelberg) war ein deutscher Chemiker (Physikalische Chemie).

## Biographie
Schäfer studierte ab 1929 Mathematik, Physik und Physikalische Chemie in Göttingen und wurde dort 1936 bei Arnold Eucken promoviert (Der zweite Virialkoeffizient der verschiedenen Modifikationen des leichten und schweren Wasserstoffs). Nach der Habilitation 1939 (Zur Theorie der Rotationsumwandlungen) wurde er eingezogen, dann aber auf Einfluss von Eucken hin zu kriegswichtigen Arbeiten abgestellt und Privatdozent in Göttingen. 1946 wurde er zunächst nur kommissarisch Direktor des Physikalisch-Chemischen Instituts an der Universität Heidelberg. Er war mehrfach Dekan und 1955/56 war er Rektor der Universität.
Er befasste sich vor allem mit intermolekularen Kräften in Gasen, Flüssigkeiten und auf Festkörperoberflächen, sowohl theoretisch als auch experimentell. Die so erhaltenen Werte fanden Eingang in Tabellenwerke.
1947 war er an der Neugründung der Deutschen Bunsengesellschaft beteiligt und 1959/60 deren Vorsitzender.
Er war Mitherausgeber der Landolt-Börnstein-Tabellen, der Zeitschrift für Elektrochemie (1952 bis 1973), der Angewandten Chemie (1957 bis 1962), der Zeitschrift für Physikalische Chemie, Neue Folge und von Topics in Current Chemistry. 1961 bis 1965 leitete er die Thermodynamik-Kommission der IUPAC.
1948 wurde er Mitglied der Heidelberger Akademie der Wissenschaften und 1962 der Leopoldina. 1977 erhielt er die Bunsen-Gedenkmünze.

## Schriften
- mit A. Eucken: Physikalische Chemie, Ein Vorlesungskurs, Springer 1951, 1964
- Statistische Theorie der Materie, Band 1: Allgemeine Grundlagen und Anwendung auf Gase, Vandenhoeck und Ruprecht 1960